# Parafia Niepokalanego Serca Najświętszej Maryi Panny w Kowalowej
Parafia Niepokalanego Serca Najświętszej Maryi Panny w Kowalowej – parafia rzymskokatolicka, znajdująca się w diecezji tarnowskiej, w dekanacie Tuchów.
Od 2021 proboszczem jest ks. Stanisław Kocoł.